# 石桥镇 (嘉禾县)
石桥镇，是中华人民共和国湖南省郴州市嘉禾县下辖的一个乡镇级行政单位。

## 行政区划
石桥镇下辖以下地区：
石桥社区、焦冲元矿社区、枫梓溪村、石塘村、桥头村、南岸村、醒狮村、石仙村、周家村、木牛村、歧峰村、石古元村、神渡村、上坪村、岛石村、汉石村、白珠村、石市村、秀庭村、泮桥村、村尾村、仙江村、山坡塘村和石门村。